# Ciudad del Medio Ambiente
41°48′48″N 2°28′58″O / 41.813443, -2.482658
La Ciudad del Medio Ambiente es un  Proyecto Regional promovido por la Junta de Castilla y León y aprobado por Ley 6/2007, de 28 de marzo.
Este Proyecto se pretende desarrollar sobre el paraje conocido por Soto de Garray situado a lo largo del curso del río Duero, al noroeste de la ciudad de Soria.
Afecta a 481,83 ha del término municipal de Garray y a 70,65 ha del término de Soria capital.

## Objeto
Este Proyecto  tiene por objeto la creación de un espacio singular que integre instituciones de I+D+i del campo de la preservación del medio ambiente, junto con actividades empresariales y de servicios y usos residenciales, tomando como criterios rectores la máxima integración en el entorno y la sostenibilidad del desarrollo.

"...Plasmación de esos criterios son la condición ejemplar del asentamiento mismo y una metodología capaz de cumplir, y de mostrar didácticamente cómo se aplican, los criterios ecológicos, territoriales, sociales, económicos y científicos que han de definir un asentamiento sostenible contemporáneo...".
LEY 6/2007, de 28 de marzo, de aprobación del Proyecto Regional «Ciudad del Medio Ambiente»

## Tramitación
- Con fecha 23 de junio de 2006, el Consorcio para la Promoción, Desarrollo y Gestión «Ciudad del Medio Ambiente», constituido por la Junta de Castilla y León, la Diputación Provincial de Soria y el Ayuntamiento de Garray, presentó en la Consejería de Fomento el Proyecto Regional «Ciudad del Medio Ambiente».
- Resolución de 3 de mayo de 2006, de la Secretaría General de la Consejería de Medio Ambiente, por la que se hacen públicos los Estatutos del Consorcio para la Promoción, Desarrollo y Gestión de la Ciudad del Medio Ambiente.[3]
- Por Orden FOM/1094/2006, de 28 de junio, se inició el procedimiento de aprobación del Proyecto Regional disponiéndose la apertura de un periodo de información pública y audiencia a las Administraciones públicas por el plazo de un mes, a los efectos previstos en el Art. 24 de la Ley 10/1998 y el Art. 37 del Decreto 209/1995, de 5 de octubre, por el que se aprueba el Reglamento de Evaluación de Impacto Ambiental de Castilla y León.
- Resolución de 30 de octubre de 2008, de la Secretaría General de la Consejería de Medio Ambiente, por la que se hace pública la Modificación de los Estatutos del Consorcio para la Promoción, Desarrollo y Gestión de la Ciudad del Medio Ambiente.[4]
- Resolución de 10 de febrero de 2010, del Viceconsejero de Desarrollo Sostenible, por la que se hace pública la aprobación definitiva del Proyecto de Actuación del Sector 1 del Proyecto Regional de la Ciudad del Medio Ambiente en Garray (Soria).[5]
- Orden MAM/1165/2010, de 4 de agosto, de aprobación definitiva del Proyecto de Actuación del Sector 2 del Proyecto Regional de la Ciudad del Medio Ambiente en Garray (Soria).[6]

## Modificación del planeamiento vigente
En uso de la previsión contenida en la Disposición Final Segunda, punto dos, de la Ley 5/1999, de 8 de abril, de Urbanismo de Castilla y León, las determinaciones urbanísticas aplicables serán las previstas en el propio Proyecto Regional, de modo que la aprobación del presente Proyecto Regional comporta la directa modificación de los siguientes instrumentos de planeamiento urbanístico:
- Normas Subsidiarias de Planeamiento Municipal de Garray, aprobadas por acuerdo de la Comisión Territorial de Urbanismo de Soria de 11 de noviembre de 1993 («B.O.C. y L.» 1 de julio de 1996)
- Plan General de Ordenación Urbana de Soria aprobado por Orden FOM/409/2006, de 10 de marzo («B.O.C. y L.» 16 de marzo de 2006).